# 70ns Premis Tony
La 70ena edició dels Premis Tony va ser celebrada el 12 de juny de 2016 per reconèixer els èxits de les produccions de Broadway durant la temporada 2015–16. La cerimònia es va celebrar al Beacon Theatre (Manhattan, Nova York) i va ser emesa en directe per la cadena CBS. James Corden va ser el presentador de la gala.
Hamilton va rebre un rècord de 16 nominacions en 13 categories i va guanyar en 11. El revival de The Color Purple va guanyar dos premis. The Humans va guanyar 4 premis mentre que els revivals de les obres Long Day's Journey into Night i A View from the Bridge van emportar-se dos premis.

## Elegibilitat
Les produccions que van ser estrenades durant la temporada 2015–16 i abans del 28 d'abril de 2016, tenien la possibilitat de ser nominades.
| Obres originals - An Act of God - China Doll - Eclipsed - The Father - The Humans - King Charles III - Misery - Our Mother's Brief Affair - Thérèse Raquin | Musicals originals - Allegiance - Amazing Grace - American Psycho - Bright Star - Disaster! - Hamilton - On Your Feet! - School of Rock - Shuffle Along - Tuck Everlasting - Waitress | Revivals d'obres - Blackbird - The Crucible - Fool for Love - Fully Committed - The Gin Game - Hughie - Long Day's Journey into Night - Noises Off - Old Times - Sylvia - A View from the Bridge | Revivals de musicals - The Color Purple - Dames at Sea - Fiddler on the Roof - She Loves Me - Spring Awakening |

## Cerimònia

### Presentadors
La gala va incloure els següents presentadors:
| - Jake Gyllenhaal – va presentar el premi a la Millor actriu de repartiment en una obra - Andrew Lloyd Webber – va introduir School of Rock - Aaron Tveit i Mary Elizabeth Winstead – van presentar el premi a la Millor actriu de repartiment en musical - Patina Miller i Daniel Dae Kim – van presentar el premi al Millor actor de repartiment en un musical - Carole King – va presentar el premi a la Millor banda sonora - Meg Ryan – va introduir She Loves Me - Jesse Tyler Ferguson i Lucy Liu – van presentar el premi a la Millor direcció d'una obra i Millor direcció d'un musical - Josh Groban – va introduir Fiddler on the Roof - Andrew Rannells i Saoirse Ronan – van presentar el premi al Millor actor de repartiment en una obra - Steve Martin i Edie Brickell – van introduir Bright Star - Oprah Winfrey – va introduir The Color Purple - James Earl Jones i Angela Lansbury – presentació especial sobre la història dels Tony - Nathan Lane – va presentar el premi a la Millor actriu en una obra - Emilio Estefan – va introduir On Your Feet! | - Cate Blanchett – va presentar el premi al Millor actor en una obra - Marlee Matlin – va introduir Spring Awakening - Diane Lane – va presentar el premi al Millor revival d'una obra - Blair Underwood – va presentar el premi a l'Excel·lència en l'educació teatral - Barack Obama, Michelle Obama i Common – van introduir Hamilton - Christian Borle i Nikki M. James – van presentar els guanyadors de les Arts Creatives - Claire Danes – va presentar el premi a la Millor obra - Keri Russell – va introduir Waitress - Bebe Neuwirth – tribut a Chicago - Sean Hayes i Uzo Aduba – van presentar el premi al Millor revival d'un musical - Chita Rivera – va presentar el tribut In Memoriam - Neil Patrick Harris – va presentar el premi al Millor actor en un musical - Audra McDonald – va presentar el premi a la Millor actriu en un musical - Barbra Streisand – va presentar el premi al Millor musical |

### Actuacions
Els següents actors, actrius i produccions van actuar durant la gala:
| - "This Could Be You" – James Corden - "You're In The Band" – School of Rock - "Broadway Blues" – Shuffle Along - "Ilona" / "She Loves Me" / "Vanilla Ice Cream" – She Loves Me - "Sunrise, Sunset" / "The Wedding Dance" – Fiddler on the Roof - "If You Knew My Story" – Bright Star (Steve Martin i Edie Brickell van aparèixer amb la companyia) - "Mysterious Ways" / "I'm Here" – The Color Purple - "Mega Mix" ("Rhythm is Gonna Get You" / "Conga" / "Oye" / "Turn the Beat Around" / "Everlasting Love" / "Get on Your Feet") – On Your Feet! (Gloria Estefan va actuar amb la companyia) | - Broadway Carpool Karaoke ("On Broadway" / "Alexander Hamilton/Guns and Ships" / "Seasons of Love" / "Can't Take My Eyes Off You" / "One Day More") – James Corden, Lin-Manuel Miranda, Audra McDonald, Jesse Tyler Ferguson i Jane Krakowski - "Mama Who Bore Me" / "The Bitch of Living" – Spring Awakening - "History Has Its Eyes on You" / "Yorktown (The World Turned Upside Down)" – Hamilton - "Opening Up" / "She Used to Be Mine" – Waitress (Sara Bareilles va actuar amb la companyia) - "The Schuyler Sisters" – Hamilton |

## Guanyadors i nominats
Els nominats van ser anunciats el 3 de maig de 2016 per Nikki M. James i Andrew Rannells.
Els guanyadors estan destacats en negreta:
| Millor obra ‡ | Millor musical ‡ |
| --- | --- |
| - The Humans - Stephen Karam - Eclipsed - Danai Gurira - The Father - Florian Zeller - King Charles III - Mike Bartlett | - Hamilton - Bright Star - School of Rock - Shuffle Along, or, the Making of the Musical Sensation of 1921 and All That Followed - Waitress |
| Millor revival d'una obra ‡ | Millor revival d'un musical ‡ |
| - A View from the Bridge - Blackbird - The Crucible - Long Day's Journey Into Night - Noises Off | - The Color Purple - Fiddler on the Roof - She Loves Me - Spring Awakening |
| Millor actor en una obra | Millor actriu en una obra |
| - Frank Langella – The Father com a Andre - Gabriel Byrne – Long Day's Journey into Night com a James Tyrone - Jeff Daniels – Blackbird com a Ray - Tim Pigott-Smith – King Charles III com a Charles - Mark Strong – A View from the Bridge com a Eddie Carbone                           | - Jessica Lange – Long Day's Journey into Night com a Mary Tyrone - Laurie Metcalf – Misery com a Annie Wilkes - Lupita Nyong'o – Eclipsed com a The Girl - Sophie Okonedo – The Crucible com a Elizabeth Proctor - Michelle Williams – Blackbird com a Una Spencer                                      |
| Millor actor en un musical | Millor actriu en un musical |
| - Leslie Odom Jr. – Hamilton com a Aaron Burr - Alex Brightman – School of Rock com a Dewey Finn - Danny Burstein – Fiddler on the Roof com a Tevye - Zachary Levi – She Loves Me com a Georg Nowack - Lin-Manuel Miranda – Hamilton com a Alexander Hamilton                              | - Cynthia Erivo – The Color Purple com a Celie Harris Johnson - Laura Benanti – She Loves Me com a Amalia Balash - Carmen Cusack – Bright Star com a Alice Murphy - Jessie Mueller – Waitress com a Jenna Hunterson - Phillipa Soo – Hamilton com a Eliza Hamilton                                       |
| Millor actor de repartiment en una obra | Millor actriu de repartiment en una obra |
| - Reed Birney – The Humans com a Erik Blake - Bill Camp – The Crucible com a Reverend John Hale - David Furr – Noises Off com a Gary Lejeune - Richard Goulding – King Charles III com a Prince Harry - Michael Shannon – Long Day's Journey into Night as James Tyrone, Jr.               | - Jayne Houdyshell – The Humans com a Deirdre Blake - Pascale Armand – Eclipsed com a Wife #3 - Megan Hilty – Noises Off com a Brooke Ashton - Andrea Martin – Noises Off com a Dotty Otley - Saycon Sengbloh – Eclipsed com a Wife #1                                                                   |
| Millor actor de repartiment en un musical | Millor actriu de repartiment en un musical |
| - Daveed Diggs – Hamilton com a Marquis de Lafayette / Thomas Jefferson - Brandon Victor Dixon – Shuffle Along com a Eubie Blake - Christopher Fitzgerald – Waitress com a Ogie - Jonathan Groff – Hamilton com a King George III - Christopher Jackson – Hamilton com a George Washington | - Renée Elise Goldsberry – Hamilton com a Angelica Schuyler - Danielle Brooks – The Color Purple com a Sofia Johnson - Jane Krakowski – She Loves Me com a Ilona Ritter - Jennifer Simard – Disaster! com a Sister Mary Downy - Adrienne Warren – Shuffle Along com a Gertrude Saunders / Florence Mills |
| Millor llbret d'un musical | Millor banda sonora (música i/o lletra) |
| - Hamilton – Lin-Manuel Miranda - Bright Star – Steve Martin - School of Rock – Julian Fellowes - Shuffle Along – George C. Wolfe | - Hamilton – Lin-Manuel Miranda (música i lletra) - Bright Star – Edie Brickell (música i lletra) i Steve Martin (música) - School of Rock – Andrew Lloyd Webber (música) i Glenn Slater (llletra) - Waitress – Sara Bareilles (música i lletra)                                                         |
| Millor escenografia d'una obra | Millor escenografia d'un musical |
| - David Zinn – The Humans - Beowulf Boritt – Thérèse Raquin - Christopher Oram – Hughie - Jan Versweyveld – A View from the Bridge | - David Rockwell – She Loves Me - Es Devlin and Finn Ross – American Psycho - David Korins – Hamilton - Santo Loquasto – Shuffle Along |
| Millor vestuari d'una obra | Millor vestuari d'un musical |
| - Clint Ramos – Eclipsed - Jane Greenwood – Long Day's Journey into Night - Michael Krass – Noises Off - Tom Scutt – King Charles III | - Paul Tazewell – Hamilton - Gregg Barnes – Tuck Everlasting - Jeff Mahshie – She Loves Me - Ann Roth – Shuffle Along |
| Millor il·luminació d'una obra | Millor il·luminació d'un musical |
| - Natasha Katz – Long Day's Journey into Night - Justin Townsend – The Humans - Jan Versweyveld – The Crucible - Jan Versweyveld – A View from the Bridge | - Howell Binkley – Hamilton - Jules Fisher and Peggy Eisenhauer – Shuffle Along - Ben Stanton – Spring Awakening - Justin Townsend – American Psycho |
| Millor direcció d'una obra | Millor direcció d'un musical |
| - Ivo van Hove – A View from the Bridge - Rupert Goold – King Charles III - Jonathan Kent – Long Day's Journey into Night - Joe Mantello – The Humans - Liesl Tommy – Eclipsed | - Thomas Kail – Hamilton - Michael Arden – Spring Awakening - John Doyle – The Color Purple - Scott Ellis – She Loves Me - George C. Wolfe – Shuffle Along |
| Millor coreografia | Millors orquestracions |
| - Andy Blankenbuehler – Hamilton - Savion Glover – Shuffle Along - Hofesh Shechter – Fiddler on the Roof - Randy Skinner – Dames at Sea - Sergio Trujillo – On Your Feet! | - Alex Lacamoire – Hamilton - August Eriksmoen – Bright Star - Larry Hochman – She Loves Me - Daryl Waters – Shuffle Along |

‡ Premi atorgat als productors de l'obra o el musical.

### Premis i nominacions per producció
| Producció                     | Nominacions | Premis |
| ----------------------------- | ----------- | ------ |
| Hamilton                      | 16          | 11     |
| Shuffle Along                 | 10          | 0      |
| She Loves Me                  | 8           | 1      |
| Long Day's Journey into Night | 7           | 2      |
| The Humans                    | 6           | 4      |
| Eclipsed                      | 6           | 1      |
| A View from the Bridge        | 5           | 2      |
| Bright Star                   | 5           | 0      |
| King Charles III              | 5           | 0      |
| Noises Off                    | 5           | 0      |
| The Color Purple              | 4           | 2      |
| The Crucible                  | 4           | 0      |
| School of Rock                | 4           | 0      |
| Waitress                      | 4           | 0      |
| Blackbird                     | 3           | 0      |
| Fiddler on the Roof           | 3           | 0      |
| Spring Awakening              | 3           | 0      |
| The Father                    | 2           | 1      |
| American Psycho               | 2           | 0      |
| Dames at Sea                  | 1           | 0      |
| Disaster!                     | 1           | 0      |
| Hughie                        | 1           | 0      |
| Misery                        | 1           | 0      |
| On Your Feet!                 | 1           | 0      |
| Thérèse Raquin                | 1           | 0      |
| Tuck Everlasting              | 1           | 0      |

### Persones amb múltiples nominacions
- 3 nominacions: Lin-Manuel Miranda; Jan Versweyveld
- 2 nominacions: Steve Martin; Justin Townsend; George C. Wolfe

## In Memoriam
Una orquestra estava tocant durant el tribut mentre imatges de personalitats del teatre que havien mort durant l'any eren ensenyades en el següent ordre:
| - Doris Roberts - Sir Peter Shaffer - Billie Allen - Arnold Wesker - Patty Duke - Anne Jackson - Robert de Michiell - Ken Howard - Maureen O'Hara - Michael White - Samuel "Biff" Liff - Brian Bedford - Kyle Jean-Baptiste - Brian Friel | - Patricia Elliott - Richard Libertini - Dean Jones - Elizabeth Swados - Alan Rickman - David Margulies - David Bowie - Saeed Jaffrey - Frank D. Gilroy - Theodore Bikel - Dick Van Patten - Donald R. Seawell - Roger Rees |